# Sándor Szalay (patinador)
Sándor Szalay (Budapeste, Hungria, 6 de junho de 1893 – Budapeste, Hungria, 5 de abril de 1965) foi um patinador artístico húngaro. Ele conquistou com Olga Orgonista uma medalha de prata e uma de bronze em campeonatos mundiais e foi bicampeão europeu (1930–1931).

## Principais resultados

### Com Olga Orgonista
| Jogos Olímpicos                                       |                 |                   |                 |                  | 4.º |  |  |  |  |  |  |  |  |  |  |
| Campeonato Mundial                                    |                 | Medalha de bronze |                 | Medalha de prata | 4.º |  |  |  |  |  |  |  |  |  |  |
| Campeonato Europeu                                    |                 |                   | Medalha de ouro | Medalha de ouro  |     |  |  |  |  |  |  |  |  |  |  |
| Nacional                                              |                 |                   |                 |                  |     |  |  |  |  |  |  |  |  |  |  |
| Campeonato Húngaro                                    | Medalha de ouro | Medalha de ouro   | Medalha de ouro |                  |     |  |  |  |  |  |  |  |  |  |  |
|                                                       |                 |                   |                 |                  |     |  |  |  |  |  |  |  |  |  |  |
| Legenda: Competição não foi disputada nesta temporada |                 |                   |                 |                  |     |  |  |  |  |  |  |  |  |  |  |